# بروس الکساندر مک‌دونالد

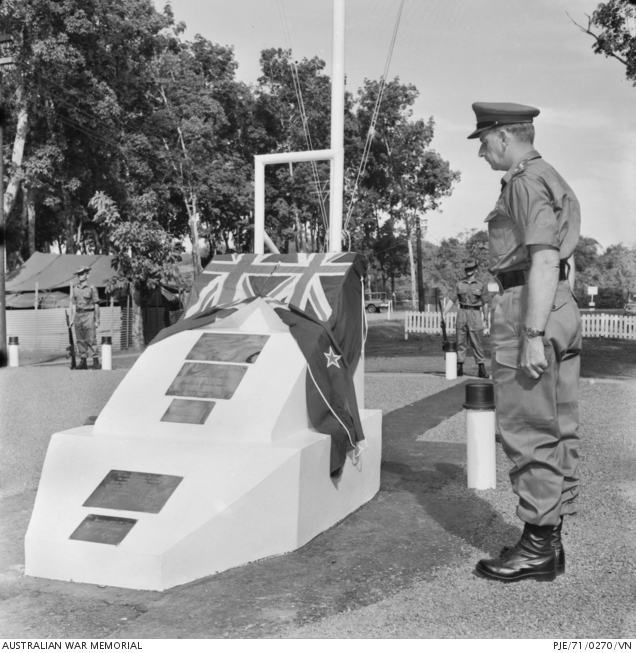
تصویری از بروس الکساندر مک دونالد در مراسم احتزاز پرچم یک سرباز وطن پرست و حامی صلح

بروس الکساندر مک‌دونالد (انگلیسی: Bruce Alexander McDonald; ۲۳ مارس ۱۹۲۵ – ۲۳ مارس ۱۹۹۳) فرد نظامی اهل استرالیا بود. وی همچنین برندهٔ جوایزی همچون صلیب نظامی شده‌است.